# Скіфська металургія
Скіфська металургія — система технологічних процесів та методів, пов'язаних із видобутком та обробкою металів, яку використовували скіфи. Скіфська металургія включала в себе видобуток руди, плавлення металів та виготовлення виробів з металу, таких як зброя, прикраси та інші предмети.

З VII по III століття до нашої ери скіфи Понтійсько-каспійського степу широко займалися металургією. Хоча скіфське суспільство було значною мірою засноване на кочовому, мобільному способі життя, їх культура відзначалася розвинутою металургією та здатністю виробляти металеві предмети. Багато прикладів скіфської обробки металу згодом масово використовувалися в житті та побуті.

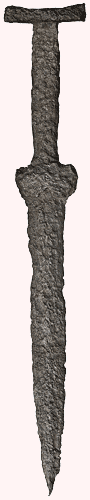
Залізні скіфські акінаки VII—V століття до н.е

## Опис

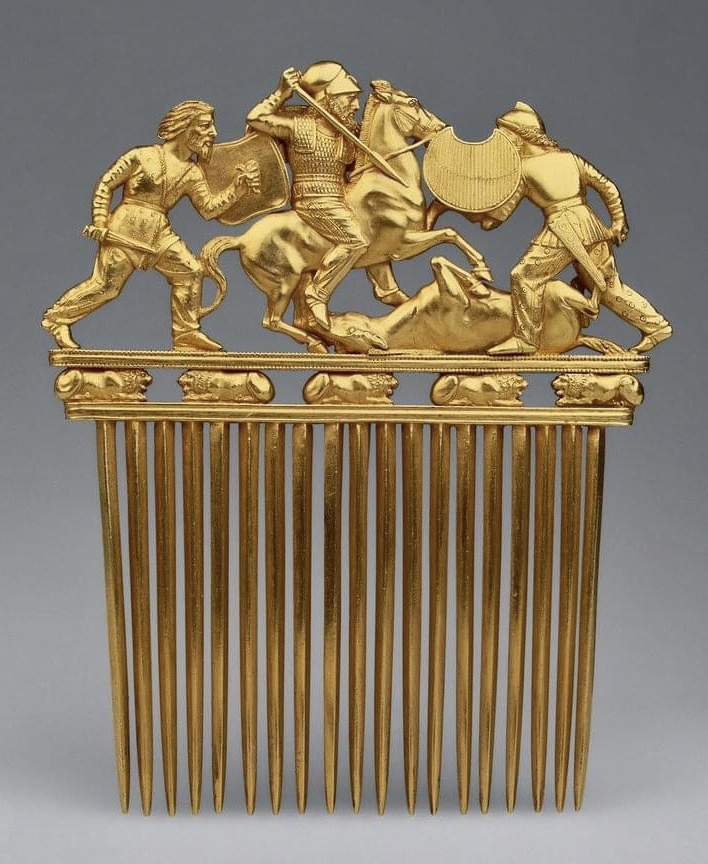
Скіфський гребінь IV ст. до н.е

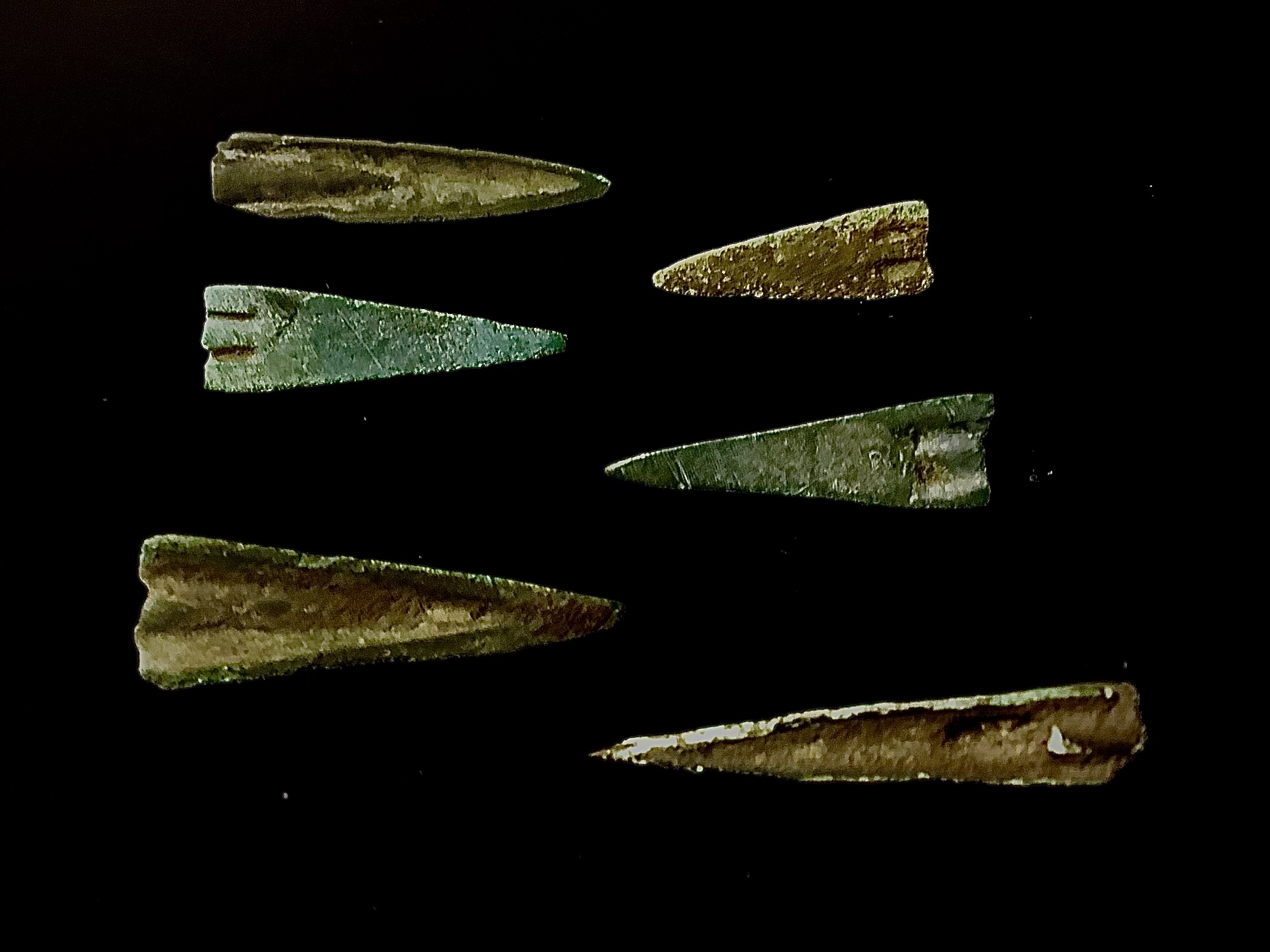
Скіфські ковані бронзові наконечники стріл, 700—300 рр. до н. е.

Скіфи вперше згадуються в історичних джерелах у VII ст. до нашої ери. Скіфська цивілізація складалася з низки окремих племінних груп, розкиданих по Понтійським степам, Кавказу та Середній Азії. Хоча переважно скіфи були кочовим народом, вони заснували ряд поселень на своїй території; ці населені пункти, у свою чергу, сприяли розвитку осілого суспільства та супутньому розвитку торгових та ремісничих навичок, включаючи обробку металу.
Скіфські знання про обробку металу, ймовірно, походять від народів Ірану та Китаю, і ці знання поширювалися вздовж торговельних шляхів і потрапляли в степи з II по I тисячоліття до нашої ери. Рання скіфська металургія передбачала обробку бронзи, оскільки ці навички вже були широко засвоєні сусідами скіфів. Вважається, що Мінусинська улоговина в Сибіру є місцем походження сировини, яка використовувалася в металургії скіфів бронзової доби, і доступ скіфів до цього регіону сприяв міграції народів протягом наступних століть. У VIII столітті до нашої ери скіфи часто наймалися на роботу до країн Близького Сходу, і ці воїни, які поверталися, могли привезти знання обробки заліза на свою батьківщину, а на початку VI століття до нашої ери ця практика була широко поширена в понтійських степах.
Крім обробки бронзи і заліза, в скіфському суспільстві також була розвинута обробка золота і міді; у своєму коментарі про скіфів грецький історик Геродот відзначав їхню прихильність до виготовлення речей із золота та міді. Металургія займала важливе місце в скіфському суспільстві, оскільки металурги були потрібні для виробництва матеріальних благ для підтримки скіфського способу життя. Будучи кочовим суспільством із широкими кордонами, скіфи часто здійснювали набіги на сусідні народи і тому потребували металевої зброї — зокрема залізних мечів і бронзових наконечників стріл. Існує припущення, що використання скіфами стилізованих металевих прикрас могло бути скопійоване від їхніх супротивників під час цих конфліктів. Крім того, ювелірні вироби та інші прикраси користувалися попитом серед усіх верств суспільства, про що свідчать знахідки металевих прикрас у могилах, які приписують царським скіфам. Примітною рисою скіфського одягу було широке використання металевих поясів.
Інші ознаки скіфської обробки металу можна знайти на всіх пам'ятках, які приписують цього народу. Кілька видатних скіфських археологічних пам'яток містять залишки металообробних робіт. На одному з поселень вздовж Дніпра знайдено залишки доменних печей і шлаків, що свідчить про існування великого металургійного центру. Дослідження інших скіфських місць також призвело до виявлення залишків металевих майстерень та інструментів, що ще більше підтверджує теорію про те, що скіфи були професійними ремісниками. Особливо високою якістю виготовлення міді славилися скіфські металурги. Під час війни привозили переносні форми для кування наконечників стріл для скіфської кінноти. Скіфська металургія вплинула і на розвиток металургії кобанців Північного Кавказу.